# یواس‌بی ۳
گذرگاه سریال عمومی ۳٫۰ یا یواس‌بی۳ که با نام SuperSpeed USB به بازار عرضه می‌شود، سومین نسخه اصلی استاندارد یواس‌بی برای رابط کامپیوترها و دستگاه‌های الکترونیکی است که در نوامبر ۲۰۰۸ منتشر شد. مشخصات USB 3.0 یک معماری و پروتکل جدید به نام سوپراسپید را تعریف کرد. نرخ انتقال جدید که با نام SuperSpeed USB (SS) به بازار عرضه می‌شود، می‌تواند سیگنال‌ها را تا ۵ گیگابیت بر ثانیه با سرعت داده خام ۵۰۰ مگابایت بر ثانیه پس از سربار رمزگذاری منتقل کند، که حدود ۱۰ برابر سریع‌تر است.